# Барковичи
Барковичи — деревня в Дубровском районе Брянской области, в составе Сергеевского сельского поселения.
Расположена в 8 км к юго-западу от деревни Алешинка. Население — 5 человек (2015).

## История
Упоминается с XVIII века как монастырское владение в приходе села Акуличи; с 1805 в приходе села Лутны, с 1862 — села Деньгубовки. С 1893 года работала церковно-приходская школа. С 1861 года деревня Барковичи находилась в составе Акулицкой волости Брянского уезда, с 1895 в Лутенской волости, в 1922—1929 — в Людинковской волости; с 1929 в Дубровском районе. С 1920-х гг. до 1959 года входила в Деньгубовский сельсовет.